# Двойноцветно
Двойноцветно (с удвоен цвят) растение описва сортове цветя с допълнителни венчелистчета, често съдържащи цветя в цветята. Двойноцветната черта често се отбелязва заедно с научното наименование със съкращението fl. pl. (flore pleno, латинска аблативна форма, означаваща „с пълно цвете“). Първата аномалия, която се документира при цветята, двойните цветя са популярни сортове от много търговски видове цветя, включително рози, камелии и карамфили. При някои двойноцветни сортове всички репродуктивни органи се превръщат в листенца – в резултат те са стерилни по полов път и трябва да се размножават чрез резници. Много двойноцветни растения имат малка стойност за дивата природа, тъй като достъпът до нектарите обикновено се блокира от мутацията.

## Галерия
- Повечето градински рози са двойноцветни
- Двойноцветен люляк, често наричан „френски люляк“
- Двойноцветни градински карамфили
- Двойноцветна петуния
- Двойноцветен божур
- Двойноцветна японска вишна Канзан